# Menophra biotypica
Menophra biotypica är en fjärilsart som beskrevs av Eugen Wehrli 1941. Menophra biotypica ingår i släktet Menophra och familjen mätare. Inga underarter finns listade i Catalogue of Life.